# Poble Vell de Mequinensa
El Poble Vell de Mequinensa (Pueblo Viejo de Mequinenza en castellà) era una antiga població desapareguda situada a la província de Saragossa, a la confluència dels rius Ebre, Segre i Cinca. La població tenia uns 3.500 habitants a principi del segle XX i els seus veïns treballaven principalment en l'extracció de lignit de les mines i en el transport de carbó en barcasses per l'Ebre conegudes com a «llaüts». El 1936 n'hi havia serze de llaüts matriculats a Mequinensa que transportaven entre 18 i 30 tones de càrrega.

## Història
Els orígens de la població semblen remuntar-se a l'època musulmana amb l'arribada de la tribu amaziga dels Miknasa que hi van fundar un assentament i una torre defensiva. El topònim de la població procedeix del nom de la tribu amaziga. Alguns historiadors consideren que pot ser també el oppidum romà d'Octogesa, que Juli Cèsar situa en la seva obra "La guerra civil".
La població tenia un reticle irregular d'origen musulmà encara que va comptar amb diverses ampliacions fora de les muralles a mesura que la població creixia. L'antiga Mequinensa era un port fluvial bàsic en el curs dels rius Ebre, Segre i Cinca ja que estava situada estratègicament a la seva confluència. El castell de Mequinensa, d'origen medieval i un dels millors que l'art gòtic va llegar a la Corona d'Aragó presidia la silueta de la vila a la vora de l'Ebre des de l'Edat Mitja.
La construcció de la presa de Riba-roja va suposar la desaparició de la major part del nucli urbà i en conseqüència el tràgic final d'una vila mil·lenària. Si bé les aigües de l'embassament no van arribar a cobrir al complet la població, si que van negar la major part d'hortes de ribera, més fèrtils i productives que la resta, i una important part de la població. Després de moltes protestes dins del franquisme, els veïns de Mequinensa van aconseguir una indemnització i es va derrocar el poble per complet a excepció de l'edifici del Grup Escolar María Quintana que avui dia acull els Museus de Mequinensa.
La desaparició del traçat urbà va suposar un canvi de vida radical per als seus veïns que a més d'abandonar les seves cases i presenciar el seu enderrocament, veien també com s'enfonsava una economia basada en la indústria, la mineria del carbó i la navegació fluvial dels rius.

## Descripció
El poble s'assentava en un vessant al llarg de la riba de l'Ebre i als peus del castell. Posseïa dues places principals: la Plaça d'Armes i la Plaça de l'Ajuntament.

## Nova Mequinensa
Mequinensa va renéixer de nou a causa de la tenacitat i l'esforç dels seus habitants a escassos quilòmetres de l'anterior nucli urbà al costat de les aigües del Segre i del Cinca. La nova població, molt més moderna i turística, s'ha convertit en un referent mundial del turisme actiu, rebent visitants de tot el món.

## En la cultura popular
- A 'Camí de sirga', la novel·la més popular de l'escriptor mequinensà Jesús Moncada, es relata amb mestratge un episodi que va marcar per sempre el record dels veïns del Poble Vell de Mequinensa.